# Миллар, Маргарет
Маргарет Эллис Миллар (девичья фамилия Штурм; англ. Margaret Ellis Millar; 5 февраля 1915, Китченер, провинция Онтарио, Канада — 26 марта 1994, Санта Барбара) — канадская писательница, автор многочисленных триллеров, жена автора детективных романов Росса Макдональда.

## Биография
Родилась в 1915 году в семье бизнесмена. Училась в Коллегиальной и профессиональной школе Китченер-Ватерлоо (KCI) и Университете Торонто. Со своим будущим мужем (писатель Кеннет Миллар, известный также под псевдонимом — Росс Макдональд) Маргарет познакомилась в начале 30-х годов. Оба учились в одном университете (KCI). После окончании учёбы Кеннет и Маргарет поженились. Кеннет работал преподавателем в Торонто. Зарплата была невысокой и в 1940 году в надежде на улучшение материального положения семья Миллар возвращается в Китчинер.
Однажды Маргарет, читая детектив, сказала своему супругу, что может написать гораздо лучше. Кеннет взял ведение домашнего хозяйства на себя и Маргарет написала свой первый роман «Невидимый червь» (был опубликован в 1941 году), и начала получить столь значительные гонорары, что супруги смогли купить дом в Санта-Барбаре.
К началу 50-х годов Маргарет становится признанным мастером психологического детектива, отличающегося от подобной литературы отточенной стилистикой и высоким литературным мастерством.
В 1956 году её роман «Загнанный зверь» (Beast in View) получил Премию Эдгара Аллана По от Ассоциации детективных писателей США; в следующем году она была избрана председателем этой организации, а восемь лет спустя, в 1965 году, этот пост занимал и её муж, Росс Макдональд. В 1965 году она была удостоена Los Angeles Times премии «Женщина года».

## Произведения
Персонажи детективных произведений М. Миллар — не профессионалы, а сыщики-любители, повествование у неё ведётся от автора напрямую, а не от лица главного героя, как у Макдональда. Русскоязычному читателю она известна, главным образом, как автор детективных романов: «Загнанный зверь» (1955), «В тихом омуте» (1957), «Как он похож на ангела» (1962). Всего из-под её пера вышли двадцать восемь книг, которые принесли ей довольно широкую известность.